# Pachycondyla comorensis
Pachycondyla comorensis är en myrart som först beskrevs av Andre 1887.  Pachycondyla comorensis ingår i släktet Pachycondyla och familjen myror. Inga underarter finns listade i Catalogue of Life.

## Bildgalleri

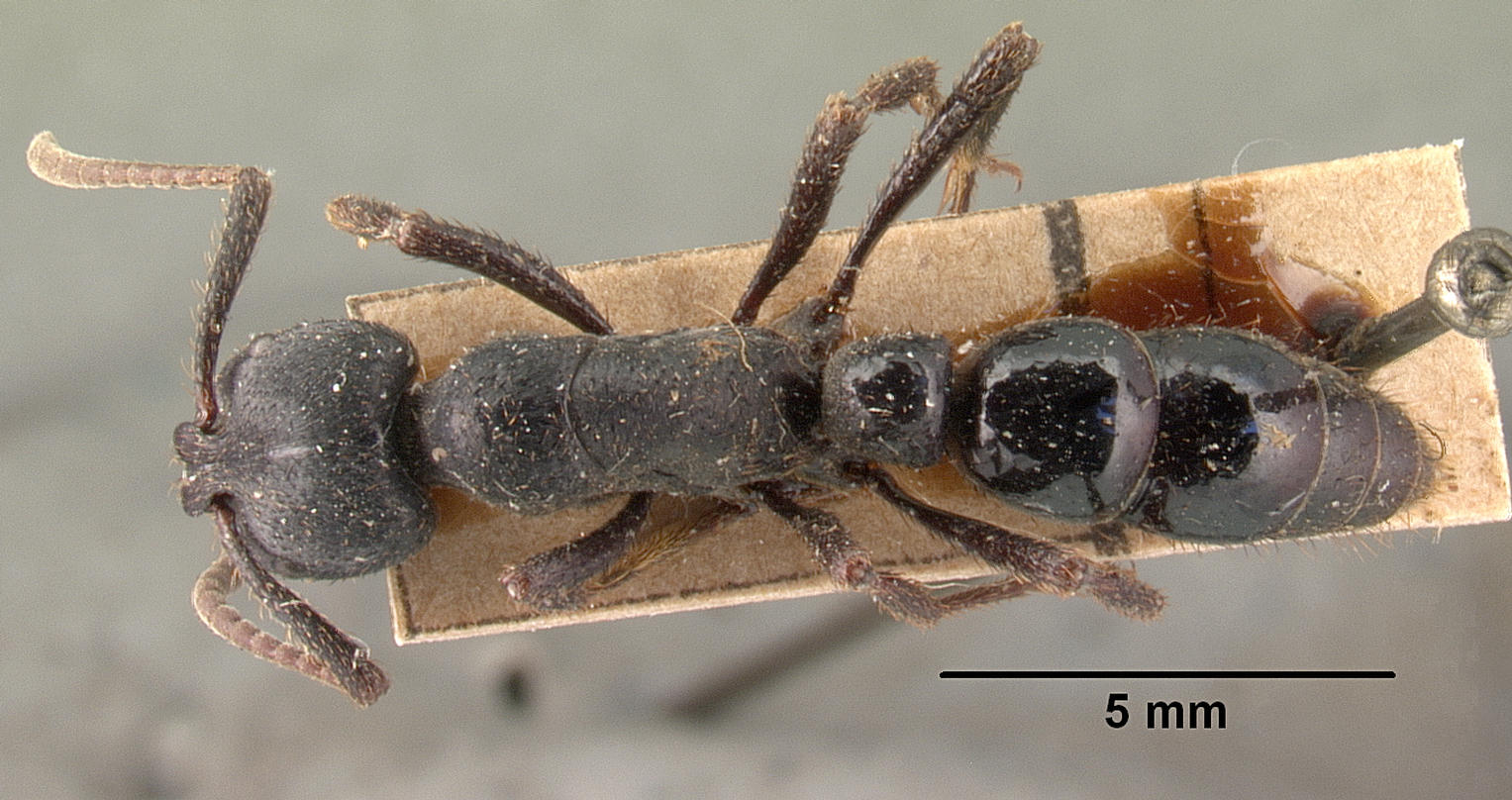
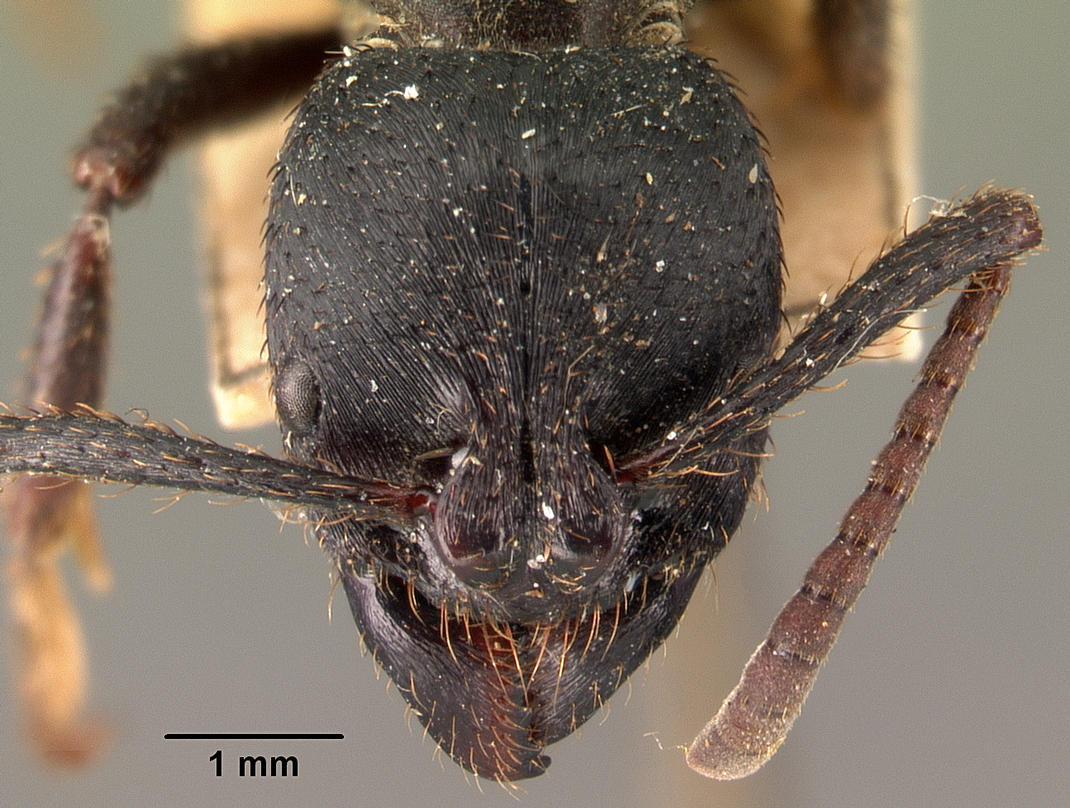
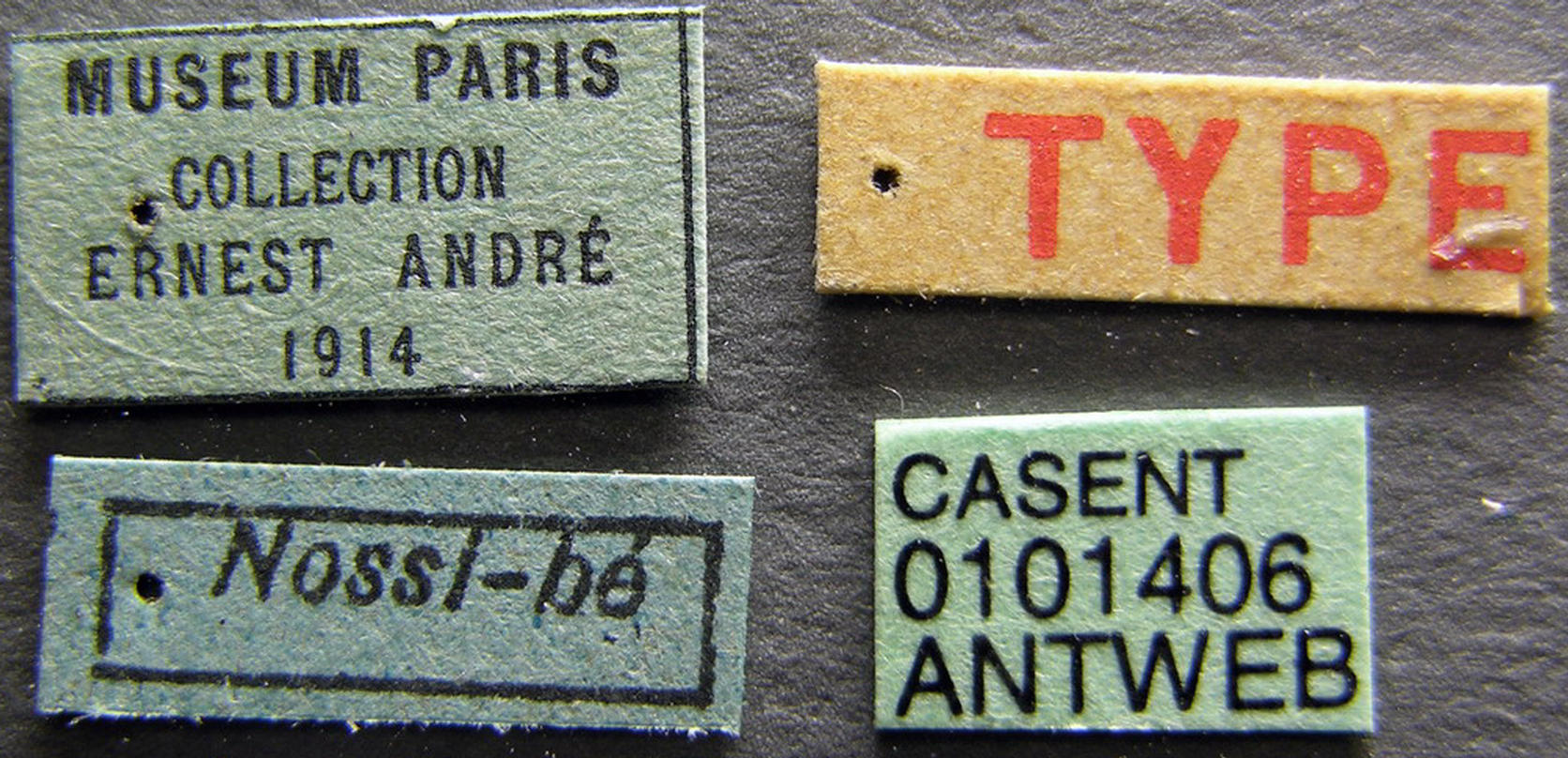
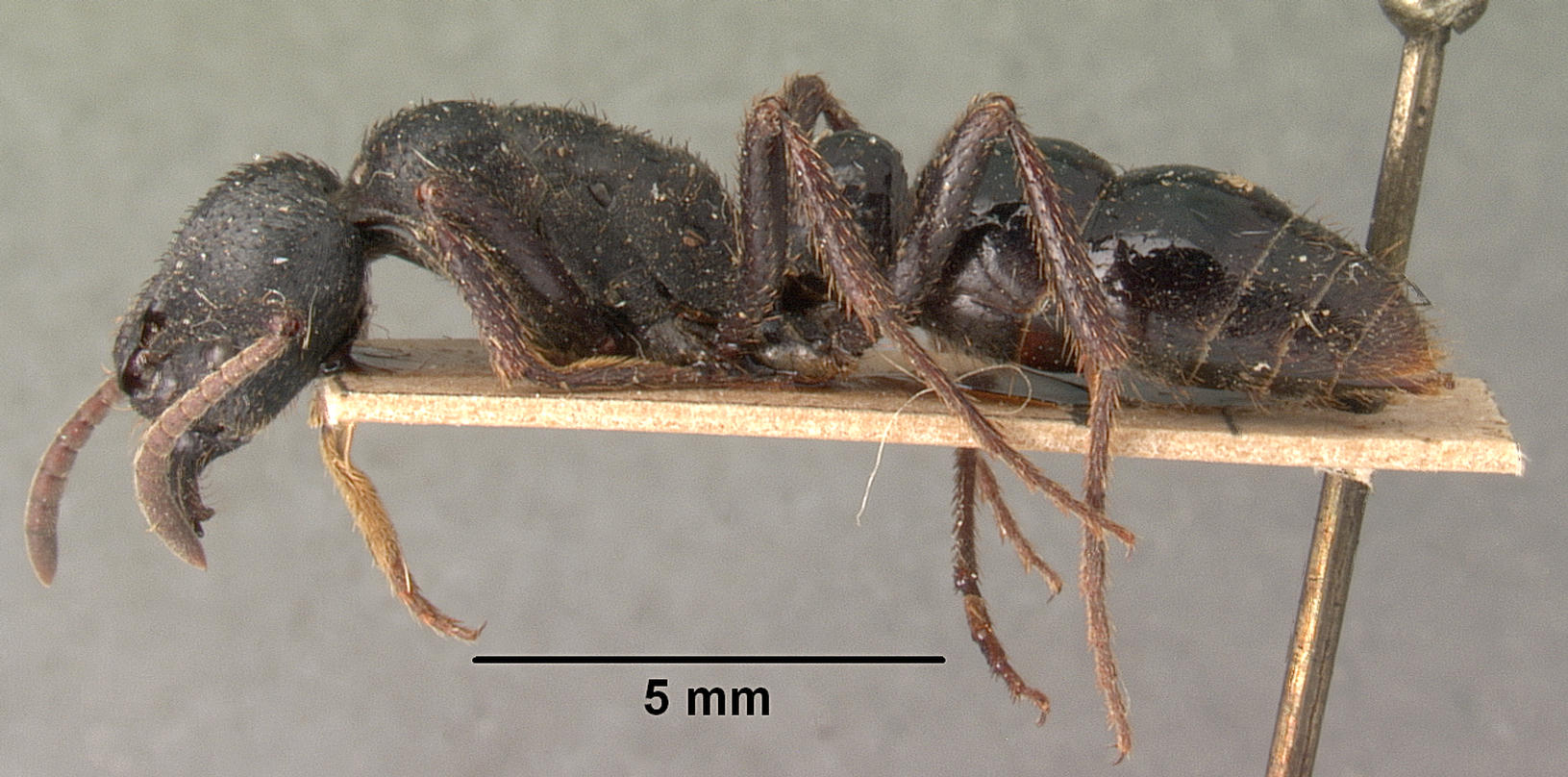
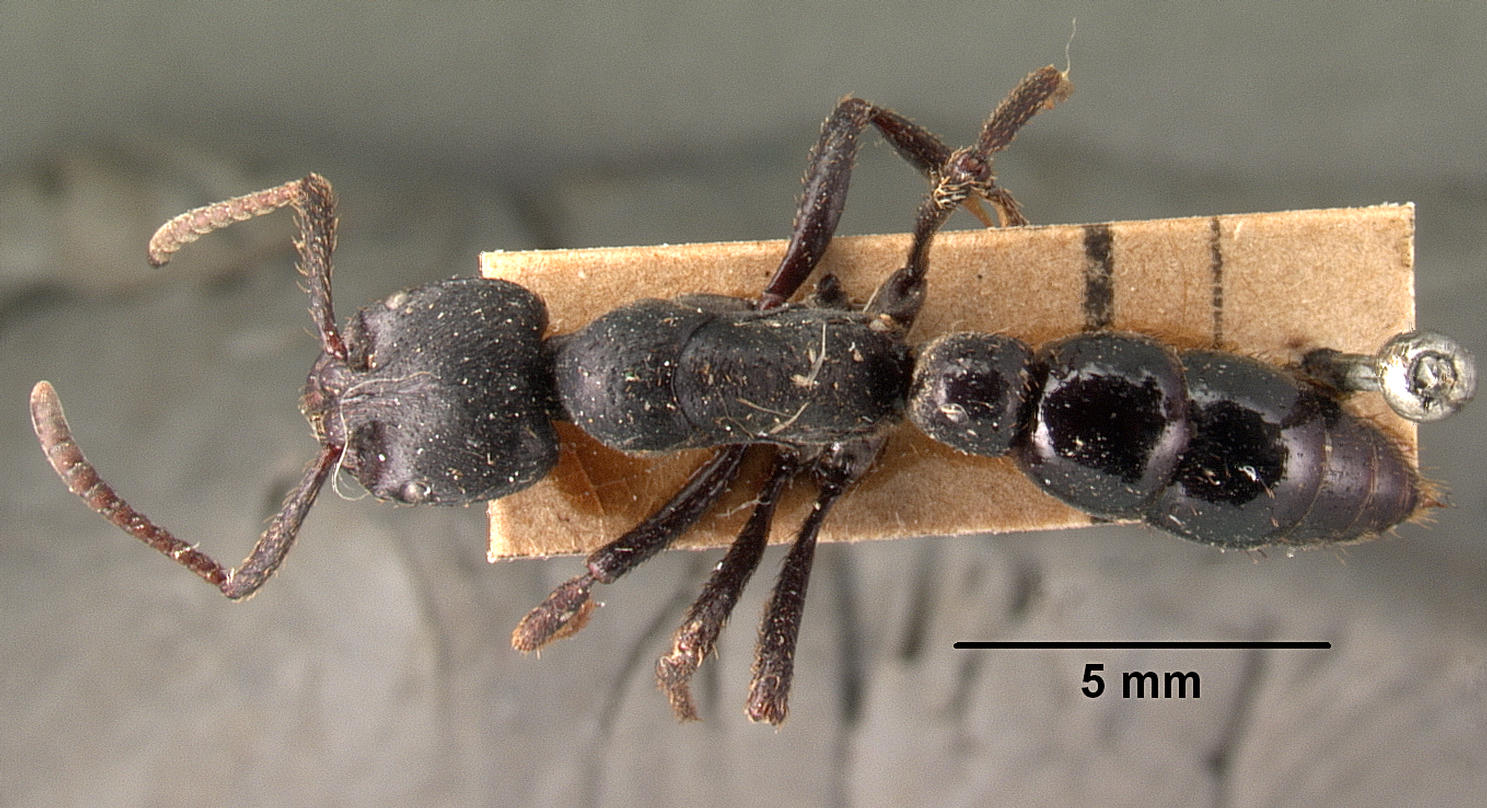
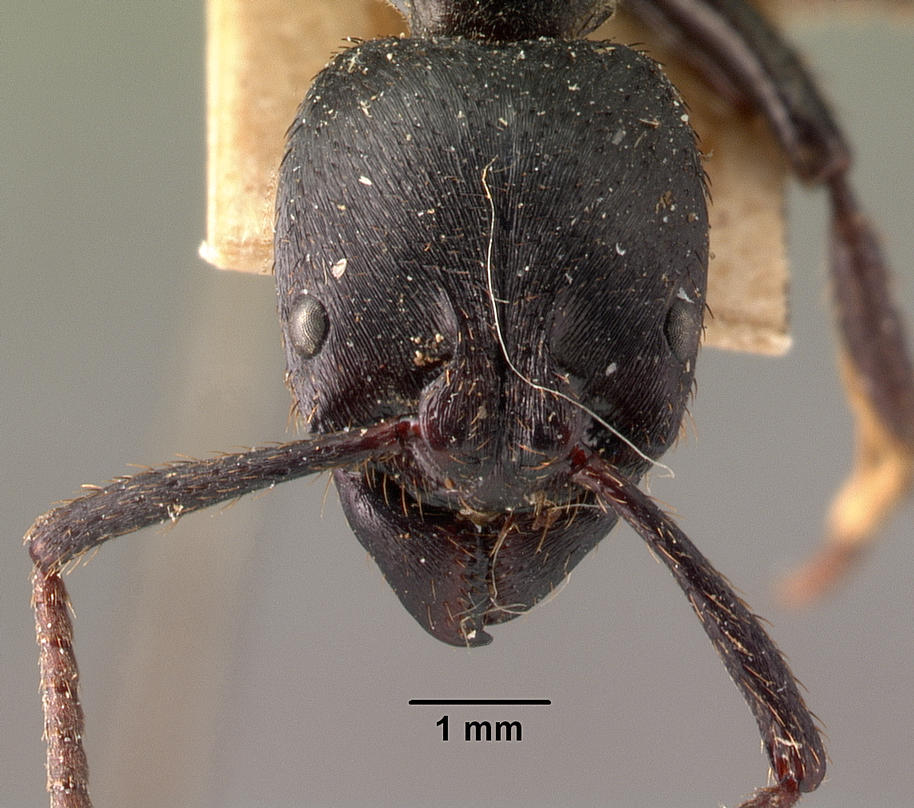